# Locarno Festival 2021
La 74ª edizione del Locarno Film Festival si è svolta a Locarno dal 4 al 14 agosto 2021. La giuria presieduta dalla regista americana Eliza Hittman ha assegnato il Pardo d'Oro a Vengeance Is Mine, All Others Pay Cash di Edwin.

## Selezione ufficiale[2]

### Concorso internazionale
- After Blue (Paradis sale), regia di Bertrand Mandico (Francia)
- The River (Al Naher), regia di Ghassan Salhab (Libano)
- Espíritu sagrado, regia di Chema García Ibarra (Spagna)
- Lost Girl (Gerda), regia di Natal'ja Kudrjašova (Russia)
- I giganti, regia di Bonifacio Angius (Italia)
- A New Old Play (Jiao ma tang hui), regia di Qiu Jiongjiong (Hong Kong)
- Juju Stories, regia di C.J. "Fiery" Obasi, Abba T. Makama e Michael Omonua (Nigeria)
- La sostituta (La Place d'une autre), regia di Aurélia Georges (Francia)
- Cop Secret (Leynilögga), regia di Hannes Þór Halldórsson (Islanda)
- Luzifer, regia di Peter Brunner (Spagna)
- Medea, regia di Alexander Zeldovich (Russia)
- Heavens Above (Nebesa), regia di Srđan Dragojević (Serbia)
- Petite Solange, regia di Axelle Ropert (Francia)
- Vengeance Is Mine, All Others Pay Cash, regia di Edwin (Indonesia)
- I tuttofare (Sis dies corrents), regia di Neus Ballús (Spagna)
- Soul of a Beast , regia di Lorenz Merz (Svizzera)
- Zeros and Ones, regia di Abel Ferrara (Stati Uniti d'America)

### Concorso Cineasti del presente
- Actual People - Kit Zauhar (Stati Uniti)
- Holy Emy - Araceli Lemos (Grecia/Francia/Stati Uniti)
- Public Toilet Africa - Kofi Ofosu-Yeboah (Ghana)
- Brotherhood - Francesco Montagner (Repubblica Ceca/Italia)
- Virgin Blue - Niu Xiaoyu (Cina)
- Il legionario - Hleb Papou (Italia/Francia)
- Whether the Weather Is Fine - Carlo Francisco Manatad (Filippine/Francia/Singapore/Indonesia/Germania/Qatar)
- L’été l’éternité - Émilie Aussel (Francia)
- Mis hermanos sueñan despiertos - Claudia Huaiquimilla (Cile)
- Mostro - José Pablo Escamilla (Messico)
- No One's with the Calves - Sabrina Sarabi (Germania)
- Shankar's Fairies - Irfana Majumdar (India)
- Streams - Mehdi Hmili (Tunisia/Lussemburgo/Francia)
- Wet Sand - Elene Naveriani (Svizzera/Georgia)
- Zahorí - Marì Alessandrini (Svizzera/Argentina/Cile/Francia)

### Fuori concorso
- Dal pianeta degli umani, regia di Giovanni Cioni (Italia)
- Il mostro della cripta, regia di Daniele Misischia (Italia)
- Mad God, regia di Phil Tippett (Stati Uniti d'America)
- Pathos Ethos Logos, regia di Joaquim Pinto e Nuno Leonel Coelho (Portogallo)
- Rampart, regia di Marko Grba Singh (Serbia)
- She Will, regia di Charlotte Colbert (Regno Unito)
- The Sadness (Kū bēi), regia di Rob Jabbaz (Taiwan)

### Piazza Grande
- Beckett, regia di Ferdinando Cito Filomarino (Italia)
- Free Guy - Eroe per gioco (Free Guy), regia di Shawn Levy (Stati Uniti)
- Heat - La sfida (Heat), regia di Michael Mann (Stati Uniti) (1995)
- Hinterland, regia di Stefan Ruzowitzky (Austria/Lussemburgo)
- Ida Red, regia di John Swab (Stati Uniti)
- Monte Verità, regia di Stefan Jäger (Svizzera/Austria/Germania)
- Animal House (National Lampoon's Animal House), regia di John Landis (Stati Uniti) (1978)
- Respect, regia di Liesl Tommy (Canada)
- Rose, regia di Aurélie Saada (Francia)
- Sinkhole, regia di Kim Ji-hoon (Corea del Sud)
- The Alleys, regia di Bassel Ghandour (Giordania/Egitto/Arabia Saudita/Qatar)
- Terminator (The Terminator), regia di James Cameron (Stati Uniti) (1984)
- Vortex, regia di Gaspar Noé (Francia)
- Yaya e Lennie - The Walking Liberty, regia di Alessandro Rak (Italia)
- 100 Minutes (Sto minut iz zhizni Ivana Denisovicha), regia di Gleb Panfilov (Russia)

### Pardi di domani

#### Concorso Internazionale
- The Infernal Machine - Francis Vogner Dos Reis (Brasile)
- And Then They Burn the Sea - Majid Al-Remaihi (Qatar)
- Atrapaluz - Kim Torres (Costa Rica/Messico)
- Christmas - Fengrui Zhang (Cina/Stati Uniti)
- Neon Phantom - Leonardo Martinelli (Brasile)
- FIRST TIME [The Time for All but Sunset - VIOLET] - Nicolaas Schmidt (Germania)
- Giochi - Simone Bozzelli (Italia)
- Home - Myriam Uwiragiye Birara (Ruanda)
- In Flow of Words - Eliane Esther Bots (Paesi Bassi)
- Layl - Ahmad Saleh (Germania/Qatar/Giordania/Palestina)
- Les Démons de Dorothy - Alexis Langlois (Francia)
- Love, Dad - Diana Cam Van Nguyen (Repubblica Ceca/Slovacchia)
- Mask - Nava Rezvani (Iran)
- Dad's Sneakers - Olha Zhurba (Ucraina)
- Sound of the Night - Chanrado Sok, Kongkea Vann (Cambogia)
- Squish! - Tulapop Saenjaroen (Thailandia/Singapore)
- Steakhouse - Špela Čadež (Slovenia/Germania/Francia)
- Strawberry Cheesecake - Siyou Tan (Singapore)
- The Sunset Special - Nicolas Gebbe (Germania)
- Time Flows in Strange Ways on Sundays - Giselle Lin (Singapore)

#### Concorso nazionale
- after a room - Naomi Pacifique (Regno Unito/Paesi Bassi/Svizzera)
- Cavales - Juliette Riccaboni (Svizzera)
- Chute - Nora Longatti (Svizzera)
- Dihya - Lucia Martinez Garcia (Svizzera)
- Ding - Pascale Egli, Aurelio Ghirardelli (Svizzera)
- It Must - Flavio Luca Marano, Jumana Issa (Svizzera)
- Four Pills at Night - Leart Rama (Kosovo/Svizzera)
- Mr. Pete & the Iron Horse - Kilian Vilim (Svizzera)
- Real News - Luka Popadić (Svizzera/Serbia)
- The Life Underground - Loïc Hobi (Svizzera)

#### Corti d'autore
- Caricaturana - Radu Jude (Romania)
- Criatura - María Silvia Esteve (Argentina/Svizzera)
- Dead Flash - Bertrand Mandico (Francia)
- Fou de Bassan - Yann Gonzalez (Francia)
- Happiness Is a Journey - Ivete Lucas, Patrick Bresnan (Stati Uniti/Estonia)
- Hotel Royal - Salomé Lamas (Portugal)
- How Do You Measure a Year? - Jay Rosenblatt (Stati Uniti)
- Il faut fabriquer ses cadeaux - Cyril Schäublin (Svizzera)
- Penalty Shot - Rok Biček (Croazia/Slovenia/Austria)
- Se posso permettermi - Marco Bellocchio (Italia)

## Retrospettiva
La retrospettiva del 2021 è stata dedicata al regista Alberto Lattuada, in collaborazione con Cinémathèque suisse, Cineteca Nazionale – Centro Sperimentale di Cinematografia, Cineteca di Bologna, Cineteca Italiana e Istituto Luce Cinecittà.
- Il cuore rivelatore, regia di Mario Monicelli (1934) - scenografo
- Sissignora, regia di Ferdinando Maria Poggioli (1941) - sceneggiatura
- Piccolo mondo antico, regia di Mario Soldati (1941) - sceneggiatura
- Giacomo l'idealista (1943)
- La nostra guerra (1945) - cortometraggio documentaristico
- La freccia nel fianco (1945)
- Il bandito (1946)
- Il delitto di Giovanni Episcopo (1947)
- Senza pietà (1948)
- Il mulino del Po (1949)
- Luci del varietà, co-regia di Federico Fellini (1950)
- Anna (1951)
- Il cappotto (1952)
- La lupa (1953)
- Gli italiani si voltano, episodio di L'amore in città (1953)
- La spiaggia (1954)
- Scuola elementare (1954)
- Guendalina (1957)
- La tempesta (1958)
- Lettere di una novizia (1960)
- Dolci inganni (1960)
- L'imprevisto (1961)
- La steppa (1962)
- Mafioso (1962)
- La mandragola (1965)
- Matchless (1967)
- L'amica (1969)
- Fräulein Doktor (1969)
- Venga a prendere il caffè... da noi (1970)
- Bianco, rosso e... (1972)
- Sono stato io! (1973)
- Le farò da padre (1974)
- Cuore di cane (1976)
- Oh, Serafina! (1976)
- Fanciulle in fiore (1977) - servizio per la trasmissione TV Odeon. Tutto quanto fa spettacolo
- Così come sei (1978)
- La cicala (1980)
- La grande adozione di Lodi (1982) - cortomeraggio
- Una spina nel cuore (1986)
- Genova, episodio di 12 registi per 12 città (1989) - documentario
- Mano rubata (1989) - film TV

## Histoire(s) du cinéma
- Una poltrona per due (Trading Places), regia di John Landis (Stati Uniti, 1983)
- Amore all'ultimo morso (Innocent Blood), regia di John Landis (Stati Uniti, 1992)
- Insider - Dietro la verità (The Insider), regia di Michael Mann (Stati Uniti, 1999)
- Le ragazze della Casa Bianca (Dick), regia di Andrew Fleming (Stati Uniti, 1999)
- Gainsbourg (vie héroïque), regia di Joann Sfar (Francia, Regno Unito, 2010)
- L'uomo fedele (L'Homme fidèle), regia di Louis Garrel (Francia, 2018)
- Nelle tue mani, regia di Peter Del Monte (Italia, 2007)
- RoboCop, regia di Paul Verhoeven (Stati Uniti, 1987)
- Starship Troopers - Fanteria dello spazio (Starship Troopers), regia di Paul Verhoeven (Stati Uniti, 1997)
- Fortapàsc, regia di Marco Risi (Italia, 2009)
- Preferisco l'ascensore! (Safety Last!), regia di Sam Taylor e Fred C. Newmeyer (Stati Uniti, 1923)
- La statua vivente, regia di Camillo Mastrocinque (1943)
- Deborence, regia di Francis Reusser (1985)
- King Lear, regia di Jean-Luc Godard (Stati Uniti, Francia, Svizzera, 1987)
- Il destino (al-Maṣīr), regia di Yusuf Shahin (Francia, Egitto, 1997)
- Where Are You, regia di Valentina De Amicis e Riccardo Spinotti (Stati Uniti, 2019)
- Quand nous étions petits enfants, regia di Henry Brandt (Svizzera, 1960) - documentario
- Interno giorno, regia di Marco Santarelli (Italia, 2021) - documentario
- The Case of the Vanishing Gods, regia di Ross Lipman (Stati Uniti, 2021) - documentario
- Rastorguev, regia di Evgenia Ostanina (Russia, Norvegia, 2021) - documentario
- Távola de Rocha, regia di Samuel Barbosa (Portogallo, Giappone, 2021) - documentario

## Giurie

### Concorso internazionale

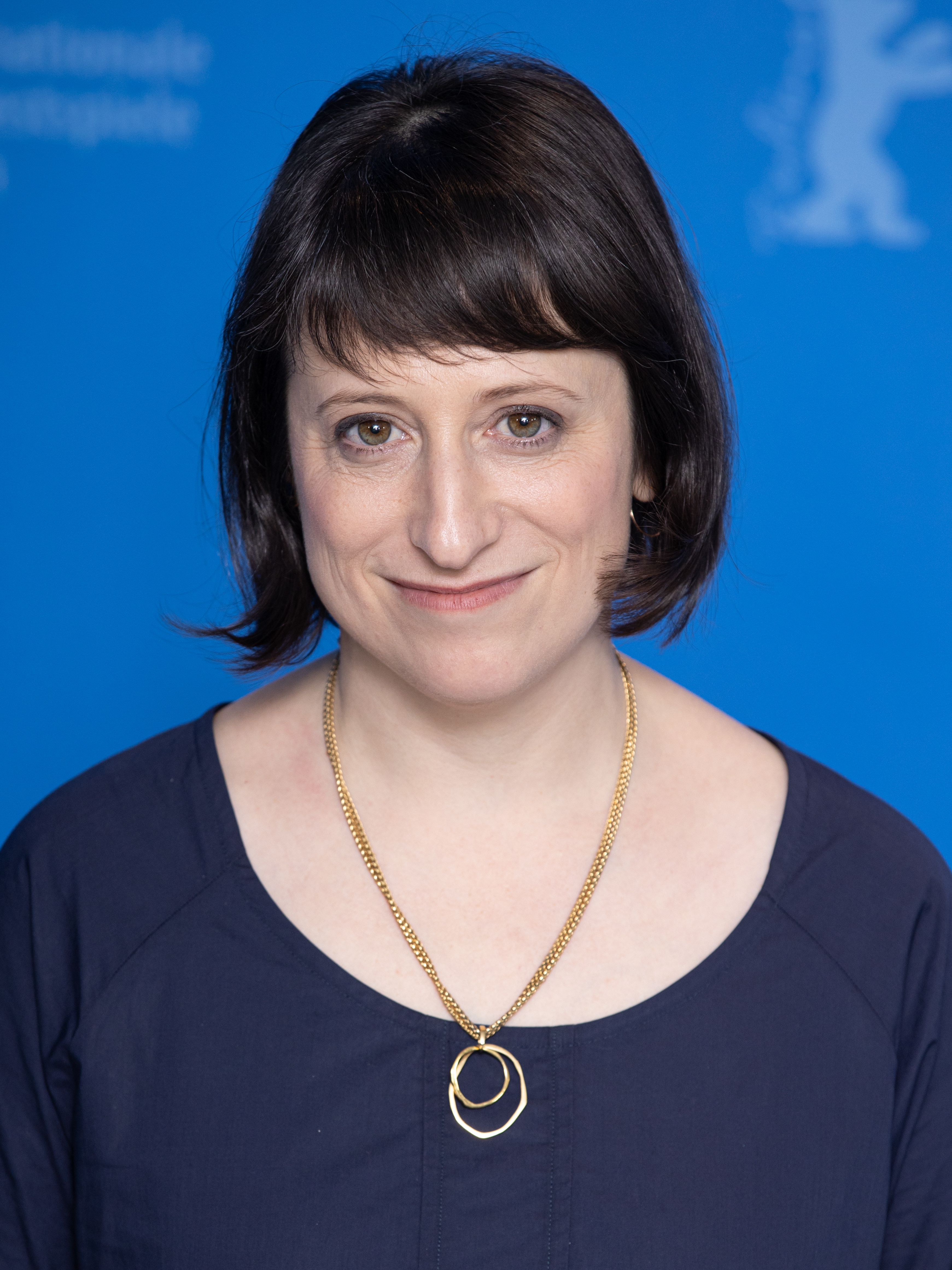
Eliza Hittman, presidente di giuria

- Eliza Hittman, regista (Stati Uniti d'America) - Presidente di Giuria
- Kevin Jerome Everson, artista (Stati Uniti d'America)
- Philippe Lacôte, regista (Costa d'Avorio)
- Leonor Silveira, attrice (Portogallo)
- Isabella Ferrari, attrice (Italia)

## Premi

### Concorso Internazionale
- Pardo d'oro: Vengeance Is Mine, All Others Pay Cash di Edwin
- Premio speciale della giuria: A New Old Play (Jiao ma tang hui) di Qiu Jiongjiong
- Pardo d'argento per la miglior regia: Abel Ferrara per Zeros and Ones
- Pardo per la miglior interpretazione femminile: Anastasija Krasoŭskaja per Lost Girl (Gerda)
- Pardo per la miglior interpretazione maschile: Mohamed Mellali et Valero Escolar per I tuttofare
- Menzioni speciali della giuria: Espíritu sagrado di Chema García Ibarra, e Soul of a Beast di Lorenz Merz

### Cineasti del Presente
- Pardo d'oro Cineasti del presente: Brotherhood di Francesco Montagner
- Premio per il miglior regista emergente: Hleb Papou per Il legionario
- Premio speciale della giuria: L’été l’éternité - Émilie Aussel
- Pardo per la migliore interpretazione femminile: Saskia Rosendahl per No One’s With The Calves
- Pardo per la migliore interpretazione maschile: Gia Agumava per Wet Sand

### Altri premi
- Swatch First Feature Award (Premio per la migliore opera prima): She Will - Charlotte Colbert
- Menzione Speciale (Opera prima): Holy Emy - Araceli Lemos
- Prix du public UBS: Hinterland - Stefan Rudowitsky
- Variety Piazza Grande Award: Rose - Aurélie Saada
- Premio FIPRESCI: After Blue (Paradis sale) - Bertrand Mandico
- Premio giuria ecumenica: Soul of a Beast - Lorenz Merz
- Europa Cinemas Label: The Odd-Job Men - Neus Ballús

### Premi speciali
- Pardo d'onore Manor: John Landis
- Pardo alla carriera: Dante Spinotti
- Lifetime Achievement Award: Dario Argento
- Premio Raimondo Rezzonico: Gale Anne Hurd
- Excellence Award Davide Campari: Laetitia Casta
- Leopard Club Award: Kasia Smutniak
- Vision Award Ticinomoda: Phil Tippett
- Locarno Kids Award la Mobiliare: Mamoru Hosoda
- Premio Cinema Ticino: Sonia Peng, scenografa svizzera